# Helena Asen
Helena Asen (XIII w.) – cesarzowa bizantyńska, żona Teodora II Laskarysa (1254–1258).

## Życiorys
Była córką Iwana Asena II, car bułgarskiego w latach 1218–1241 i jego drugiej żony Anny Marii węgierskiej. Około 1233 roku została zaręczona z Teodorem II Laskarysem. Po rozpadzie przymierza nicejsko-bułgarskiego w 1237 roku car zażądał oddania córki i zabrał ją do Tyrnowa, ostatecznie jednak Helena powróciła do Nicei, gdzie zmarła przed 1254 rokiem. Teodor II miał z nią pięcioro dzieci:
- Irenę Laskarinę (zm. ok. 1269) – poślubioną z początkiem 1258 roku przez cara bułgarskiego Konstantyna Asena Ticha,
- Marię Dukainę Laskarinę (zm. 1258/1259) – zaręczoną w 1249 roku, wydaną w 1256 roku za Nicefora Angelosa władcę Epiru w latach 1271-1296,
- Jana (25 grudnia 1250 - ok. 1305) – cesarza bizantyńskiego w latach 1258-1261
- Teodorę Laskarinę (zm. po 1273) – poślubioną po raz pierwszy po 1258 roku przez Mathieu de Mons barona Velligosti w Morei, powtórnie w 1273 roku przez Jakuba Swetosława, władcę Widynia, tytułującego się carem Bułgarii,
- Eudoksję Laskarinę – którą przed zimą 1262 poślubił Guillame Pierre di Ventimiglia, Seigneur de Tenda. Po raz drugi wyszła za mąż w 1281 roku za Arnauda Rogera [I] księcia Pallars